# Гаргантілья-дель-Лосоя-і-Пінілья-де-Буїтраго
Гаргантілья-дель-Лосоя-і-Пінілья-де-Буїтраго (ісп. Gargantilla del Lozoya y Pinilla de Buitrago) — муніципалітет в Іспанії, у складі автономної спільноти Мадрид. Населення — 393 особи (2010).
Муніципалітет розташований на відстані близько 60 км на північ від Мадрида.
На території муніципалітету розташовані такі населені пункти: (дані про населення за 2010 рік)
- Гаргантілья-дель-Лосоя: 246 осіб
- Пінілья-де-Буїтраго: 128 осіб
- Лас-Ерас: 0 осіб
- Ла-Ретуерта: 0 осіб
- Ла-Техера: 8 осіб
- Ель-Томільяр: 9 осіб
- Каньїсуела: 1 особа
- Ла-Естасьйон: 1 особа

## Демографія
Динаміка населення (INE ):

## Галерея зображень

Розташування муніципалітету у автономній спільноті Мадрид
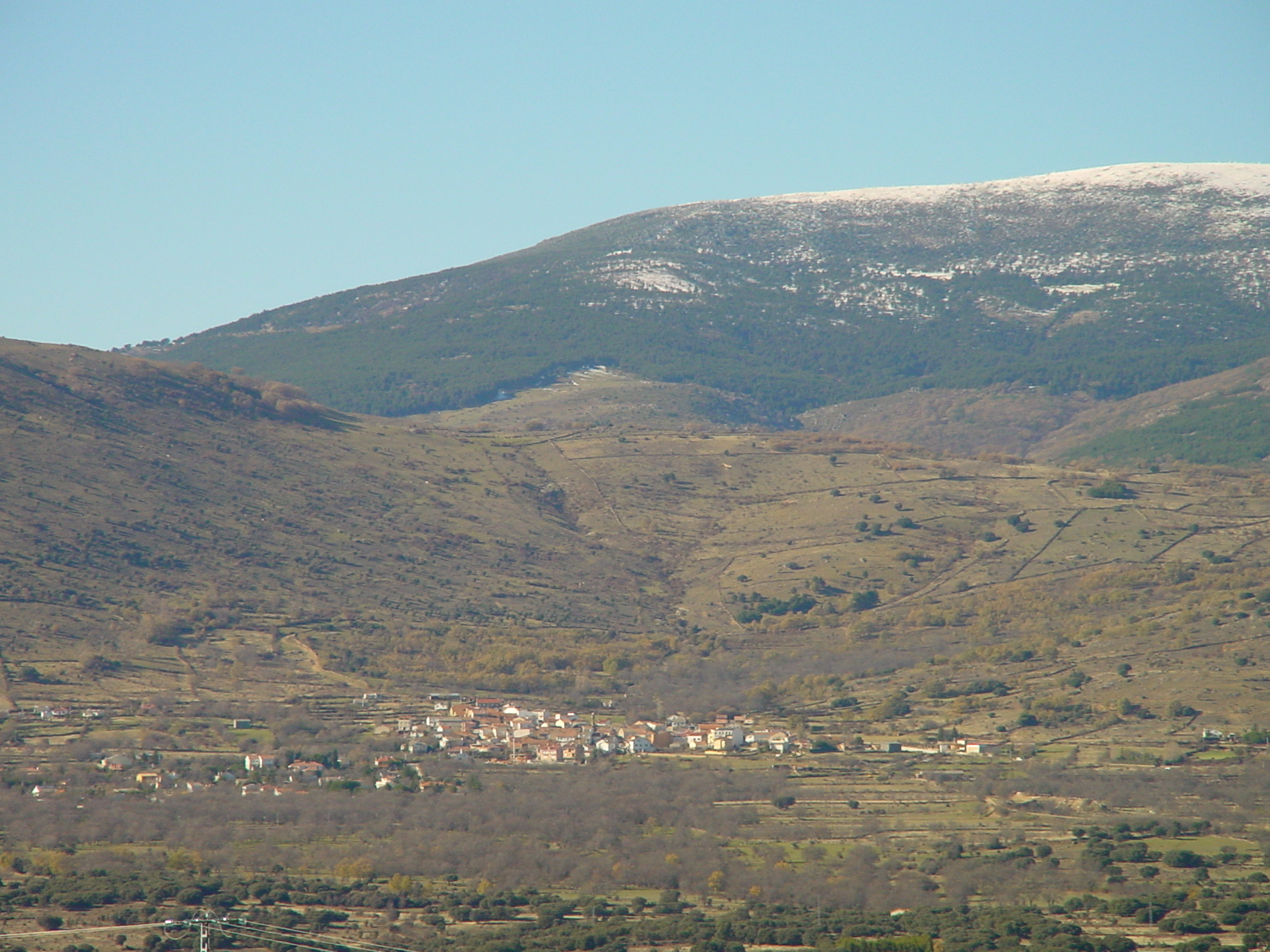
Гаргантілья-дель-Лосоя